# Préfontaine (Metro Montreal)

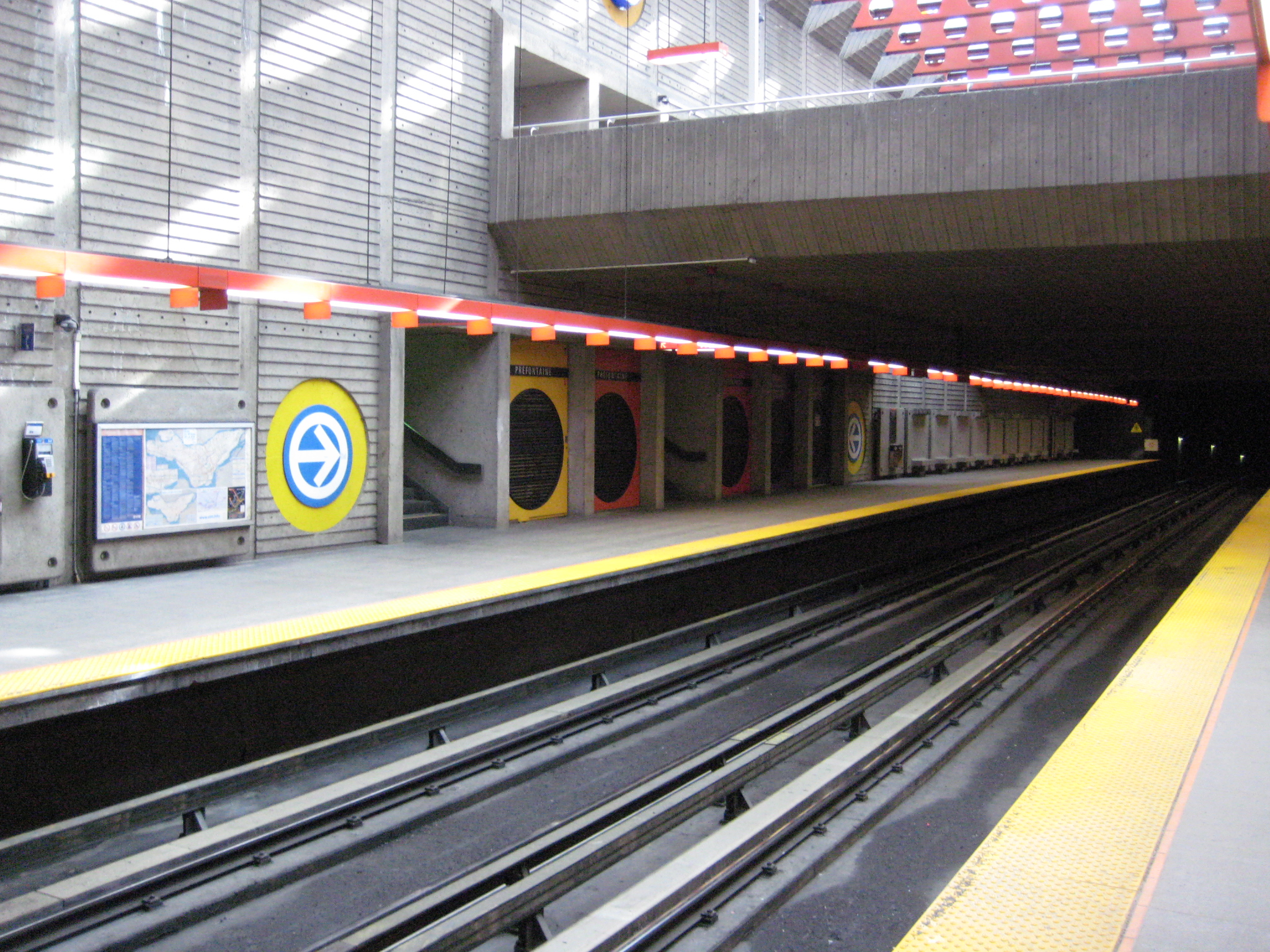
Blick auf die Bahnsteige

Préfontaine ist eine U-Bahn-Station in Montreal. Sie befindet sich im Arrondissement Mercier–Hochelaga-Maisonneuve an der Kreuzung von Rue Hochelaga und Rue Préfontaine. Hier verkehren Züge der grünen Linie 1. Im Jahr 2019 nutzten 2.058.784 Fahrgäste die Station, was dem 54. Rang unter den insgesamt 68 Stationen der Metro Montreal entspricht.

## Bauwerk

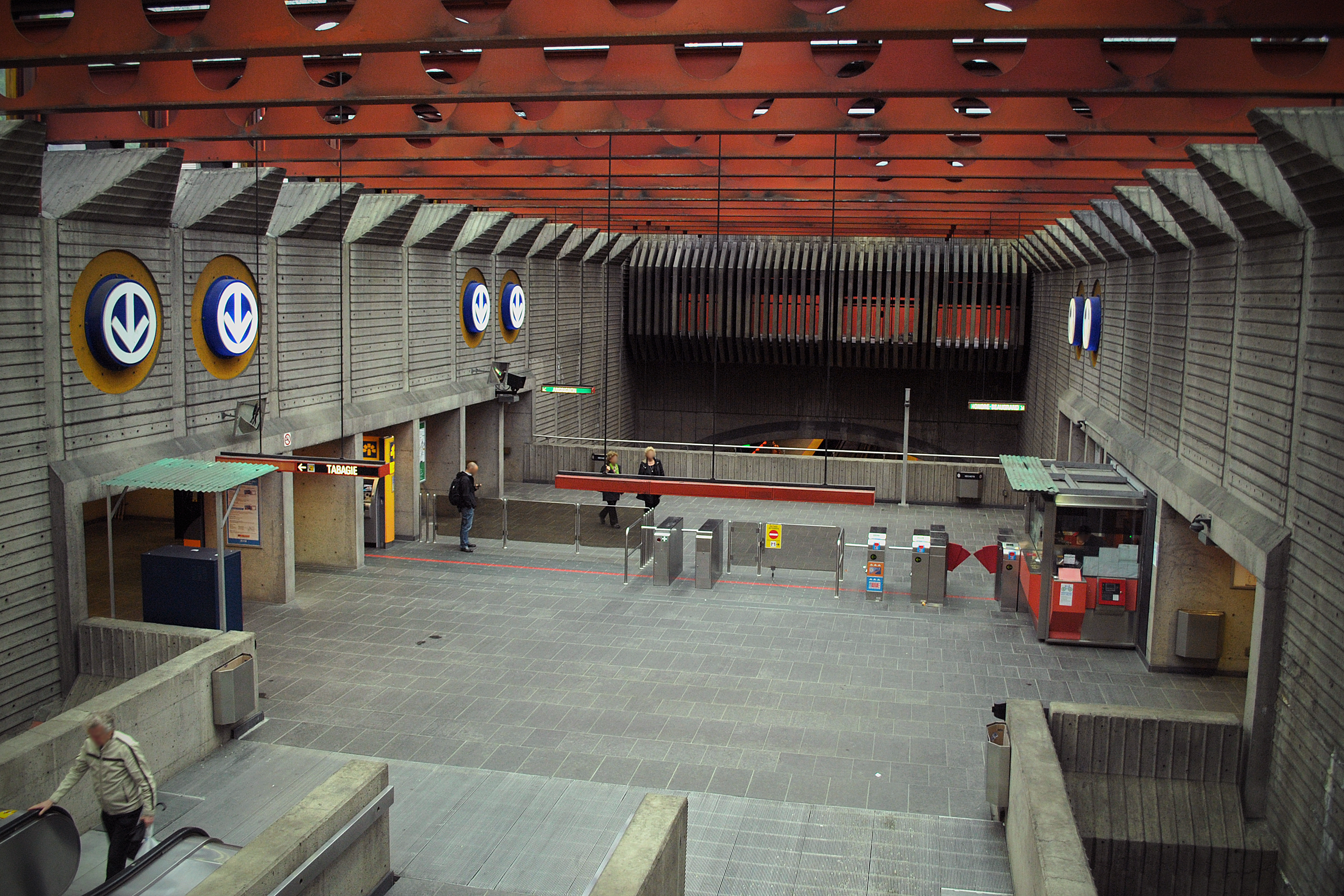
Verteilerebene

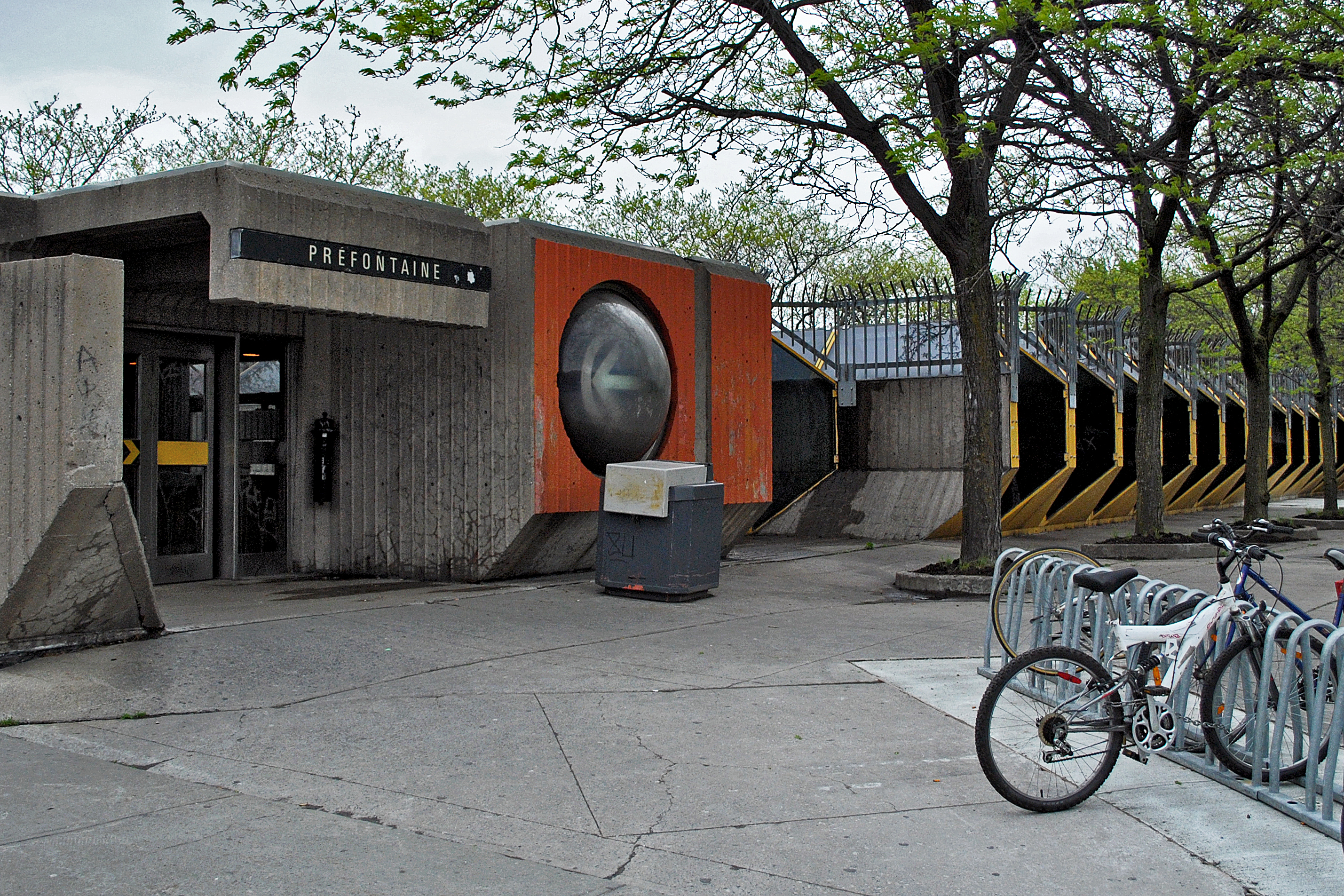
Eingangspavillon

Die von Henri Brillon entworfene Station entstand als Tunnelbahnhof, mit einem längeren Abschnitt in offener Bauweise in der Mitte. In diesem Bereich lässt der rundum verglaste Eingangspavillon das Tageslicht auf die Verteilerebene und die Bahnsteige herabscheinen. An den Wänden sind Betonelemente befestigt, die in den Regenbogenfarben bemalt sind und der Station auf diese Weise einen modernen und praktischen Eindruck verleihen. An der Decke hängen metallene Leuchtkörper, welche wie die darüber liegenden Oberlichter rot und orange bemalt sind.
In 12,2 Metern Tiefe befindet sich die Bahnsteigebene mit zwei Seitenbahnsteigen. Die Entfernungen zu den benachbarten Stationen, jeweils von Stationsende zu Stationsanfang gemessen, betragen 1003,95 Meter bis Frontenac und 383,43 Meter bis Joliette. Es bestehen Anschlüsse zu fünf Buslinien und zwei Nachtbuslinien der Société de transport de Montréal.

## Geschichte
Die Eröffnung der Station erfolgte am 6. Juni 1976, zusammen mit dem Teilstück Frontenac–Honoré-Beaugrand der grünen Linie. Namensgeber ist die Rue Préfontaine; diese ist nach dem Politiker Raymond Préfontaine (1850–1905) benannt, Bürgermeister der früher eigenständigen Stadt Hochelaga und von 1898 bis 1902 auch Bürgermeister Montreals. Während der Planungsphase war noch der Stationsname Moreau vorgesehen, benannt nach einer parallel zur Rue Préfontaine verlaufenden Straße.